# Asanace
Asanace (z lat. sanare a franc. assainir, ozdravit) je soubor opatření sloužících k ozdravení životního prostředí, ať už v přírodě nebo ve městě, kde má za cíl zlepšení hygienických podmínek. Ve městě se při asanaci provádí rozsáhlé stavební úpravy často zahrnující demolici objektů a následnou novou výstavbu.
Asanace přináší výrazné migrační pohyby, změny v sociální struktuře obyvatel, v cenách nemovitostí ap. Příkladem necitlivé velkoplošné asanace byla likvidace pražského židovského ghetta na přelomu 19. a 20. století.
Jako asanační ústav (kafilérie) se označuje zařízení pro bezpečnou likvidaci uhynulých zvířat. Úplná definice zní: „právnická nebo fyzická osoba, jejímž předmětem činnosti je sběr, svoz, neškodné odstraňování i další zpracovávání konfiskátů živočišného původu“.

## Historie
O asanaci se začalo hovořit v 18. století v souvislosti se špatnými hygienickými podmínkami ve městech. Během 19. a 20. století probíhaly v historických městech rozsáhlé asanace, při nichž byly zbořeny a přestavěny celé čtvrti (například židovské město v Praze), zaveden vodovod a kanalizace, postaveny čisticí stanice a podobně. Přitom byl ovšem často silně narušen historický ráz asanovaných čtvrtí, v Praze se Židovský hřbitov zmenšil na třetinu. Někdy se asanace stala dokonce záminkou pro odstranění památek, například v Prostějově byly ještě v 70. letech 20. století zbořeny zbytky židovského města.

## Současnost
Od poloviny 20. století se proces asanací rozšířil i mimo Evropu a Severní Ameriku a dostal i širší význam celkové péče o hygienu a životní prostředí nejen ve velkých městech. Týká se především zásobování vodou, kanalizace a odstraňování odpadů atd. Míru asanace sleduje Světová zdravotnická organizace (WHO). Na následující mapě je vyjádřena v procentech.

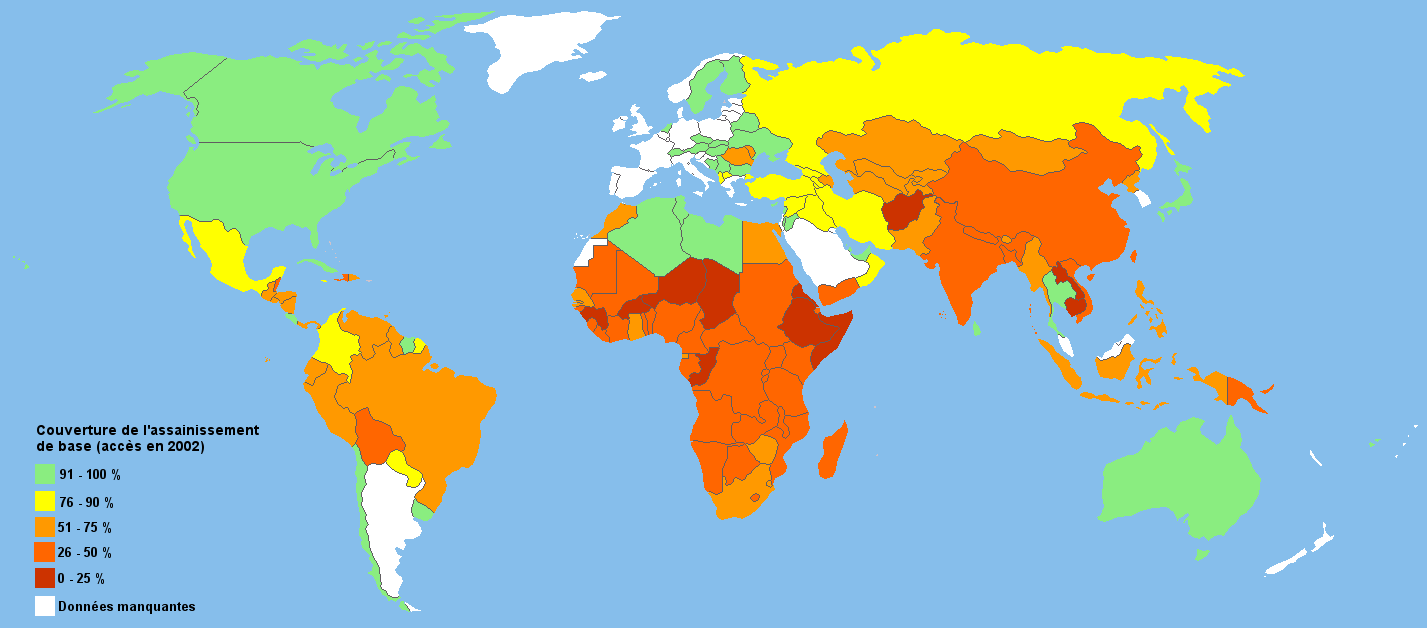
Míra pokrytí základní asanací v procentech podle WHO (2002). Bílé plochy: údaje nejsou k dispozici.